# Biagio Caranti
Biagio Caranti (Sezzè Monferrato, 18 novembre 1837 – Roma, 27 marzo 1891) è stato un banchiere, patriota e politico italiano.

## Biografia

### Primi anni e formazione
Figlio di Giuseppe Maria, avvocato e magistrato di Acqui Terme, discende da un ramo dell'omonima famiglia di origine romagnola, che nel '600 si è insediata nella vicina Castelnuovo Bormida.  Nelle due città i Caranti salgono presto ai vertici dell'alta borghesia vantando importanti cariche amministrative (tra i quali un sindaco e un console onorario) e figure di grandi professionisti. La svolta nelle fortune della famiglia è comunque dovuta a Lazzaro Caranti, nato nel 1774, medico e grande proprietario terriero, che nel 1794 ha rilevato l'attività di un filatoio ed ha acquistato la prestigiosa residenza di famiglia sulla piazza principale di Castelnuovo.

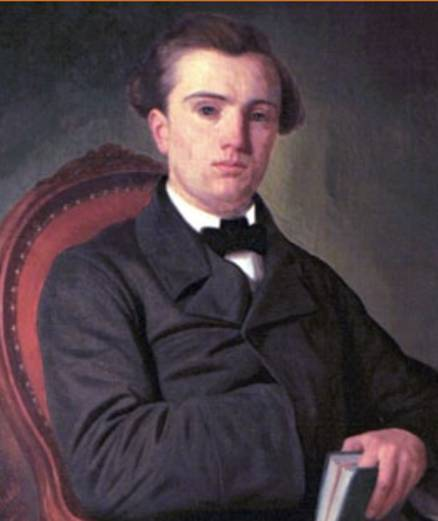
Biagio Caranti in un ritratto giovanile

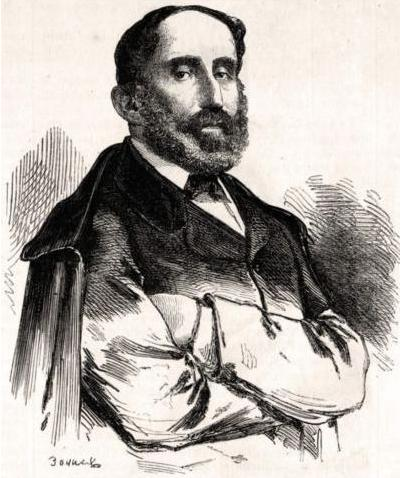
Giorgio Pallavicino Trivulzio

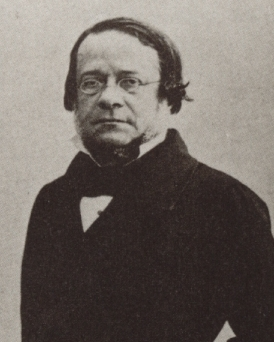
Daniele Manin

Acceso giacobino, grande sostenitore delle teorie rivoluzionarie francesi, compie i primi studi nella sua città natale e nel 1856, a soli 17 anni, si iscrive alla facoltà di giurisprudenza dell'università di Torino. Nell'ateneo piemontese stringe amicizia con il marchese Giorgio Pallavicino Trivulzio, reduce da una detenzione durata dal 1823 al 1835 per la partecipazione ai moti del 1820-1821, che aveva ripreso l'attività politica dopo le Cinque giornate di Milano e un periodo di confino a Praga. Nella sua villa, che inizia a frequentare regolarmente, viene introdotto nell'ambiente dei fautori dell'unificazione italiana, e conosce tra gli altri Giuseppe Garibaldi e Giuseppe La Farina. Su invito di Daniele Manin, che ne ha promosso la fondazione l'anno precedente, nel 1858 abbandona gli studi ed entra a far parte della Società Nazionale Italiana, organismo politico ascrivibile a Cavour che sostiene l'unificazione italiana intorno a casa Savoia. Con la carica di segretario promuove la costituzione di numerosi comitati provinciali e raccolte di fondi e adesioni tra gli studenti delle università di Torino e Genova. Dalle memorie del marchese Pallavicino, che lo invita a stilare una relazione per Garibaldi, si apprende che nel giro di pochi mesi ha promosso la costituzione di quattordici comitati soltanto in Lombardia ma che la società sta conoscendo grazie al suo personale impegno una crescita vertiginosa in tutta la penisola.
Risale a questo periodo il suo esordio nel giornalismo, sulle colonne del periodico torinese Mondo Letterario, e l'inizio dell'attività letteraria con un Catechismo politico pei contadini piemontesi, pubblicato in cinque puntate sul periodico «Omnibus» tra il 20 ed il 29 novembre del 1859, il cui scopo è «rendere popolare alle infime classi l'idea della nazionalità ed indipendenza italiana». Più o meno nello stesso periodo, ritenendosi ormai prossimo lo scoppio della guerra contro l'Austria, dà alle stampe l'opuscolo Delle nuove speranze d'Italia. Parallelo tra il 1848 e il 1859, nel quale analizza la convenienza delle grandi potenze europee verso un forte ridimensionamento dell'impero austro-ungarico.

### Il sostegno a Garibaldi

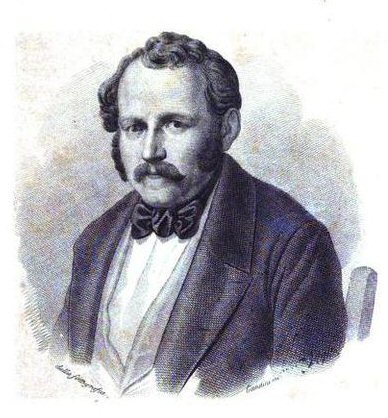
Aurelio Bianchi-Giovini

Il Caranti non partecipa in prima persona alla guerra ma organizza con la marchesa Pallavicino un comitato per il soccorso e l'assistenza ai feriti tornati dal fronte. Liberata la Lombardia dal giogo austriaco vi si reca per raccogliere notizie ed impressioni che gli tornano utili per l'opuscolo Catechismo politico ad uso del popolo lombardo. Nel 1860 diventa applicato di terza classe presso il Ministero dell'interno del Regno di Sardegna, nella segreteria particolare di Urbano Rattazzi, e mantiene tale carica anche quando Cavour assume l'incarico a interim. Caranti fa spesso da tramite tra Cavour e Garibaldi, recapitando lettere e messaggi, almeno finché non commette l'imprudenza di recapitare allo statista sabaudo una lettera del giornalista Aurelio Bianchi-Giovini senza essersi sincerato (almeno così sembra), del suo contenuto.  Incrinati irrimediabilmente i rapporti col Cavour, caduto in disgrazia anche negli ambienti del ministero, l'azione del Caranti si rivela meno efficace nel sostegno economico e politico alla spedizione dei mille, per la quale si adopera comunque con tutte le sue forze quale membro della Società Nazionale. Degno di nota è la costituzione di un comitato di soccorso per le imprese di Garibaldi, costituito a Torino, centro di aggregazione del consenso all'impresa dei Mille e punto di raccolta dei fondi messi a disposizione da istituzioni e cittadini.

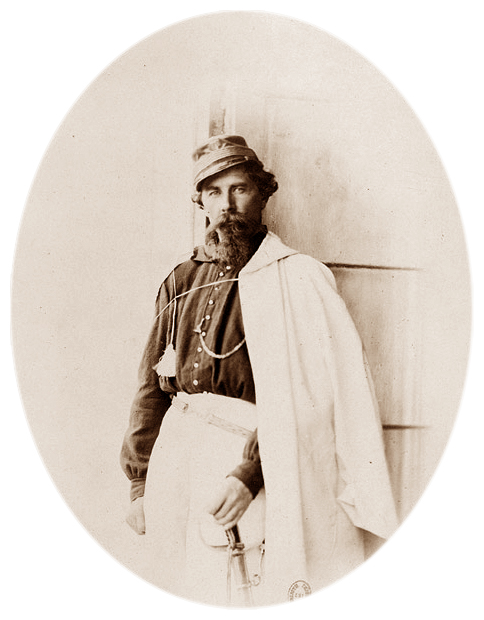
Il generale Turr

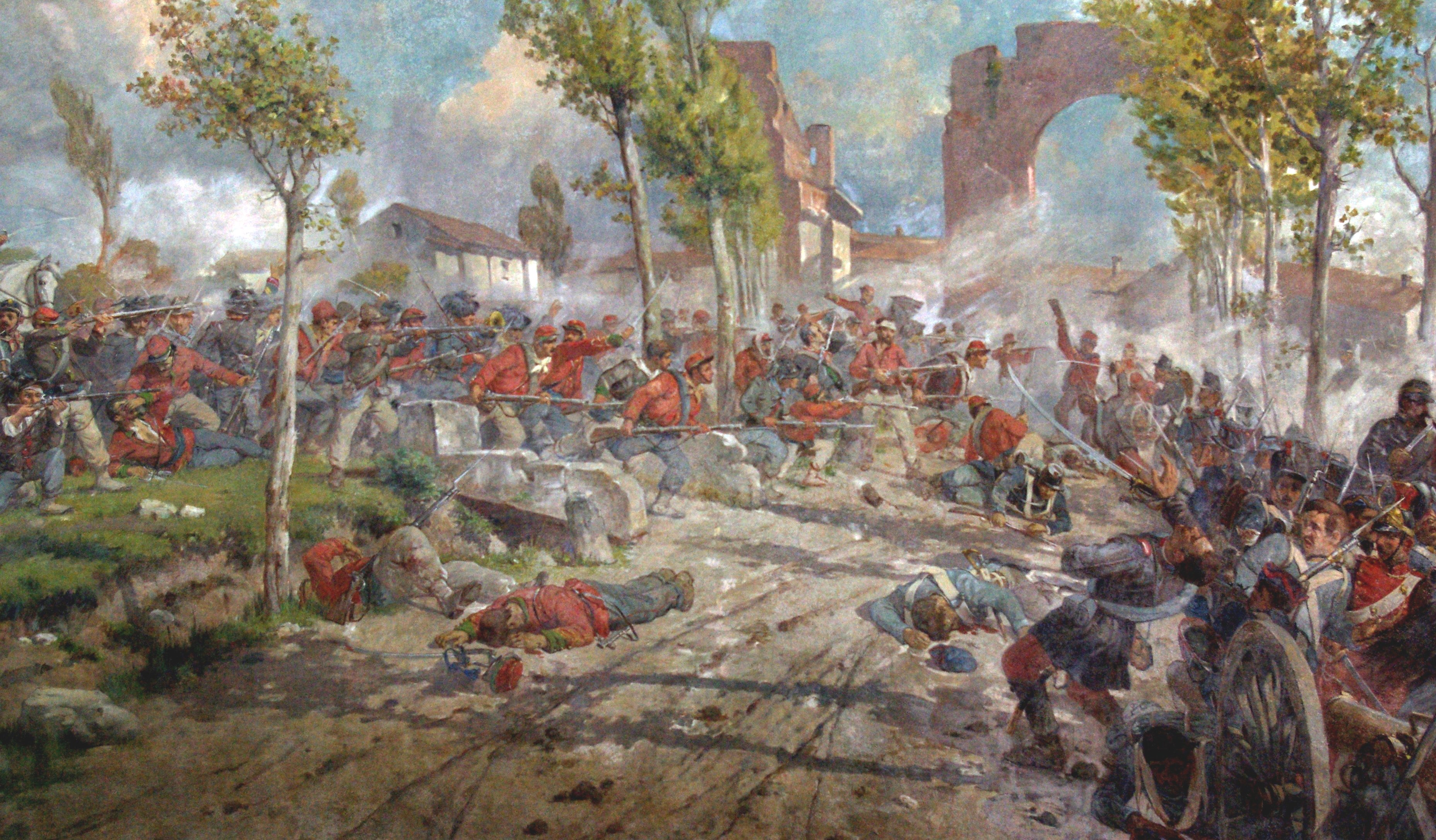
La battaglia del Volturno

Francesco Crispi

Dopo aver ottenuto un ingente finanziamento da una banca privata di Torino nell'agosto 1860 parte per la Sicilia con un gruppo di volontari. A Messina entra a far parte dello stato maggiore della 15ª divisione al comando del generale Stefano Turr, ai cui ordini rimane fino alla battaglia del Volturno, alla quale prende parte con onore. Il Pallavicino lo chiama a Napoli il 1 ottobre, pochi giorni prima della sua nomina a prodittatore, allo scopo di avere un fondamentale sostegno alla sua idea di un plebiscito per l'annessione incondizionata delle province napoletane al Regno d'Italia. Pallavicino e Caranti devono infatti schierarsi contro l'idea di Francesco Crispi,  appoggiata da Carlo Cattaneo ma non da Garibaldi, per un'assemblea costituente destinata a fissare i termini e le condizioni dell'annessione.
Il 13 ottobre 1860 Crispi, politicamente sconfitto sulla proposta della costituente, rassegna le sue dimissioni da ministro dell'Interno e delle Finanze nel Consiglio dei segretari di Stato, formato da Garibaldi in appoggio alla sua dittatura. Nello stesso giorno Caranti viene chiamato a sostituirlo, non senza il risentimento di Cavour. La sua ostilità, anzi, aumenta a dismisura quando, cessata la dittatura e tornato Pallavicino in Piemonte, viene insediato quale funzionario del ministero dell'agricoltura pur continuando ad occuparsi della segreteria degli altri ministeri. Non potendolo rimuovere, a causa della considerazione che aveva per lui casa Savoia, lo statista piemontese rifiuta di trasmettere al re una proposta di ricompensa.

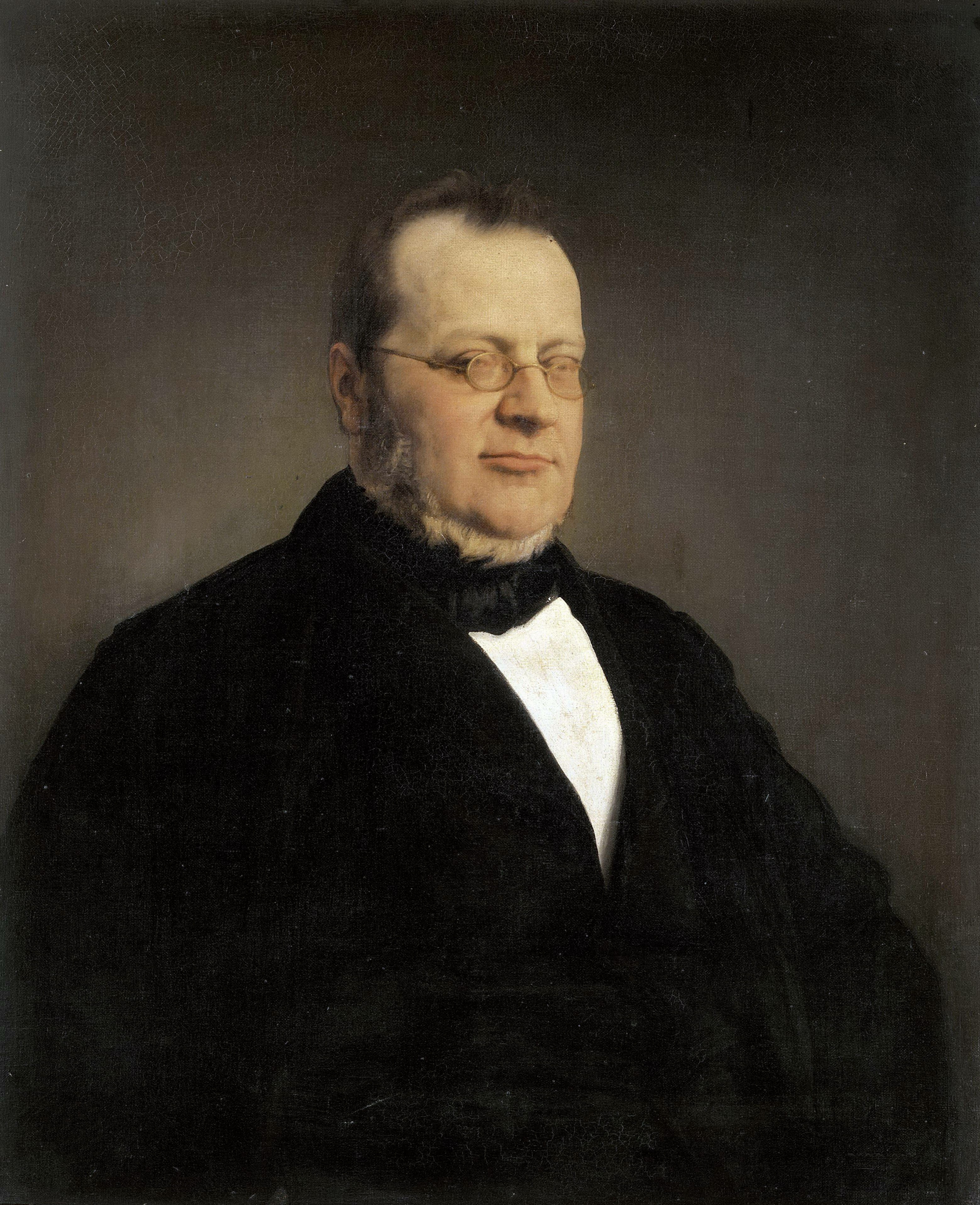
Il conte di Cavour

(Lettera di Cavour a Farini del 29 novembre 1860.)

### In Calabria, il ritorno a Torino

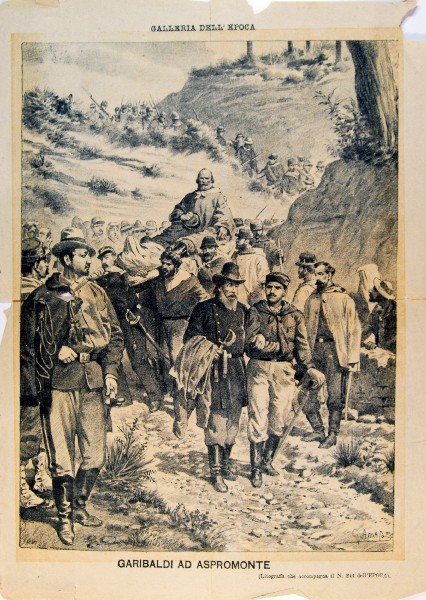
Garibaldi, ferito dopo la battaglia sull'Aspromonte, viene trasportato dai suoi volontari.

Relegato ad un ruolo più modesto Caranti compone a Napoli il Catechismo politico ad uso del popolo dell'Italia meridionale, una riedizione di quello destinato ai contadini piemontesi con gli opportuni adattamenti. Da una sua lettera indirizzata a Terenzio Mamiani si apprende che attraverso quest'opera mira a un incarico di prestigio presso il ministero della Pubblica Istruzione, per introdurre nelle scuole lo studio di appositi catechismi politico-sociali e agrari composti in semplice forma dialogica. Si reca invece a Palermo, nuovamente chiamato dal Pallavicino a prestare la sua collaborazione nel periodo in cui, dal 16 aprile al 15 luglio 1862, ricopre la carica di Prefetto di quella città. Il Pallavicino è costretto a dare le dimissioni per l'appoggio dato a Garibaldi, che ha deciso di marciare dalla Sicilia fino a Roma per cacciare Pio IX e che è stato invece fermato dall'esercito regio sull'Aspromonte, dove viene anche ferito alla gamba.
A seguito di questo episodio pubblica l'opuscolo La nuova Roma, una sua proposta oltremodo originale per risolvere la questione romana attraverso la costruzione di una nuova città al confine dello Stato Pontificio, da battezzare Vittoria e proclamare capitale del Regno.

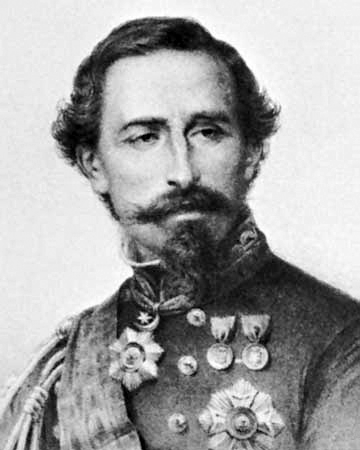
Alfonso La Marmora

Terminata l'esperienza siciliana torna a Torino dove, venuto a mancare Cavour l'anno precedente, può ora ambire ad un incarico di prim'ordine al ministero dell'Agricoltura, Industria e Commercio, dove diventa capo della I divisione. In questa veste predispone un ambizioso progetto per l'acquisto dagli inglesi delle Isole Nicobare, nell'Oceano Indiano, per stabilirvi una colonia penale che, ben organizzata e curata, avrebbe potuto raggiungere l'indipendenza economica nel giro di tre anni. La Relazione sulla convenienza della colonizzazione penitenziera viene tuttavia respinta dal ministro, Luigi Torelli, e dal capo del governo, Alfonso La Marmora. Lo stesso ministro lo invia di li a poco a Suez quale ufficiale rappresentante del ministero al congresso internazionale del 1865. Da questa partecipazione nasce l'opuscolo Relazione sullo stato dei lavori dell'Istmo di Suez al Congresso Internazionale di Suez, scritto in primo luogo quale relazione al ministro ma al contempo diffuso anche al grande pubblico, essendo la grandiosa impresa egiziana spesso trattata dai giornali dell'epoca.

### La terza guerra d'indipendenza

L'Italia prima della terza guerra di Indipendenza: in azzurro il Regno d'Italia, in viola lo Stato Pontificio, in verde il Veneto austriaco, in blu le regioni passate alla Francia nel 1860.

Nel 1866 scoppia la terza guerra d'indipendenza, combattuta contro l'Impero austriaco dal 20 giugno al 12 agosto, fronte meridionale della più ampia guerra austro-prussiana. Il Caranti chiede al generale La Marmora di poter organizzare un corpo di guardie forestali dipendente dal suo ufficio, con le quali andare a combattere in Trentino. Al diniego torna a collaborare col generale Turr, che nello stesso periodo preme per l'organizzazione di una spedizione militare nella penisola balcanica, dove le truppe italiane avrebbero trovato l'appoggio di serbi, rumeni e patrioti ungheresi anti-austriaci. Su indicazione di Turr, Caranti viene nominato responsabile amministrativo dell'impresa, che ha ottenuto un finanziamento di 500.000 lire versate alla legazione italiana di Costantinopoli. Col supporto di opportune lettere commendatizie effettua un lungo viaggio che lo porta a Belgrado, e a Bucarest, dove convince i governi serbo e rumeno ad appoggiare l'impresa anti-austriaca anche allo scopo di ottenere la neutralità dell'Impero ottomano, sul cui territorio grava una parte del conflitto.

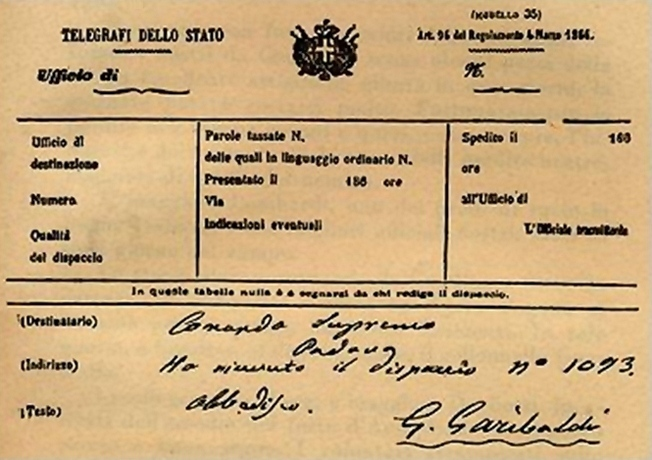
La minuta del telegramma di Garibaldi con il quale rispose all'ordine di lasciare il Tirolo: «Obbedisco».

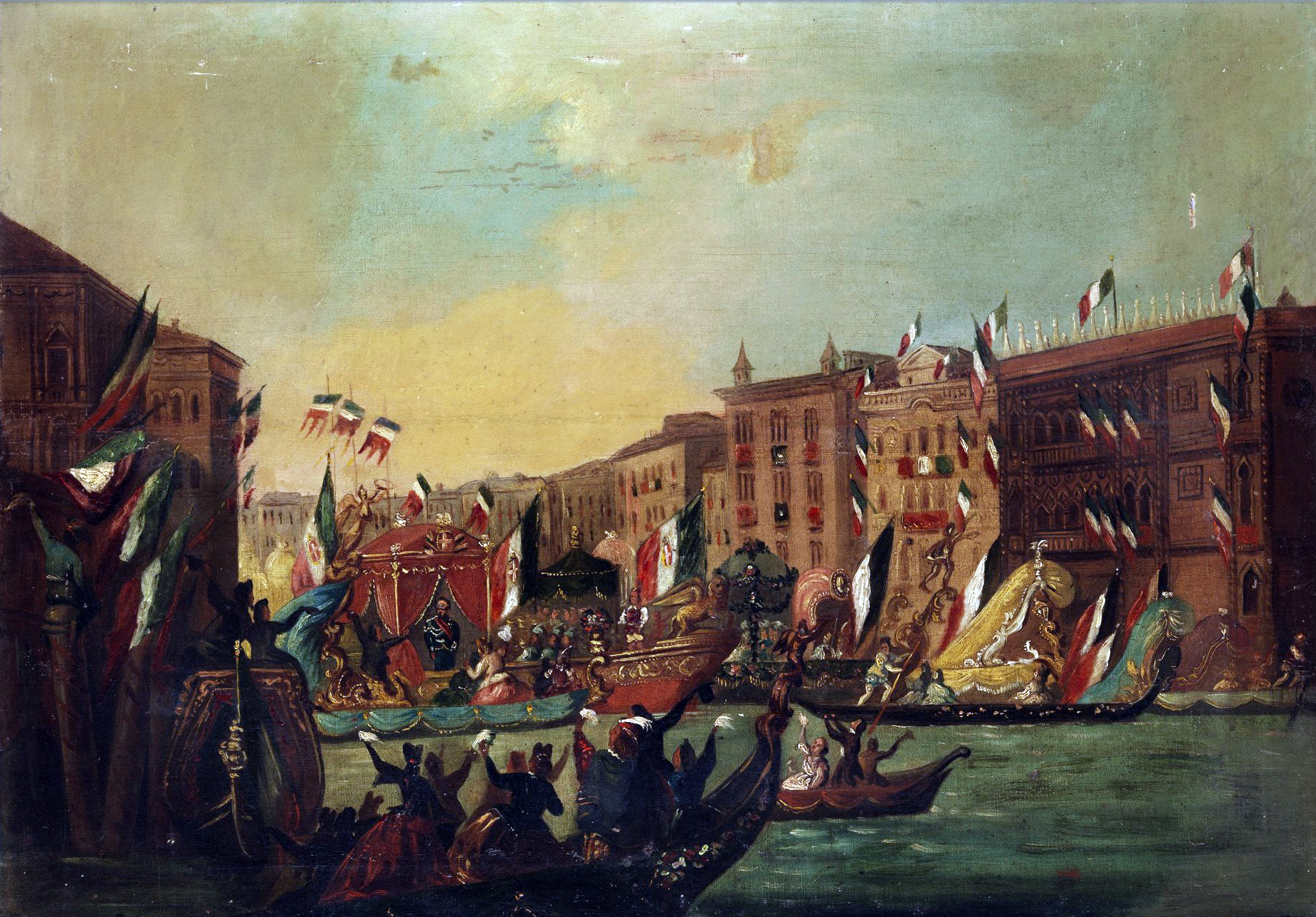
L'entrata di Vittorio Emanuele II a Venezia avvenuta il 7 novembre 1866 in un quadro dell'epoca.

L'armistizio di Cormons, cui segue il Trattato di Vienna e il passaggio del Veneto all'Italia sorprende il Caranti a Berlino, dove sta trattando con Bismarck per l'invio di armamenti nei Balcani, e pone fine all'impresa prima ancora di cominciarla.
(Alfonso La Marmora, Telegramma a Giuseppe Garibaldi del 9 agosto 1866.)
(Giuseppe Garibaldi, Telegramma ad Alfonso La Marmora del 9 agosto 1866.)

### Banche e politica

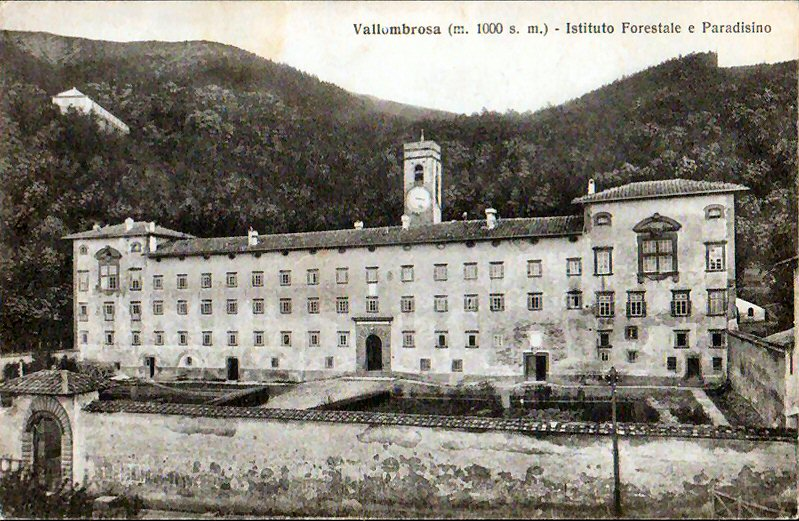
La sede del Regio Istituto forestale di Vallombrosa

Tornato nuovamente a Torino nel 1868, reintegrato al ministero dell'agricoltura, industria e commercio come capo-divisione, dà il via al primo corso italiano di istruzione forestale, la cui sede viene collocata nei locali di un ex convento di Vallombrosa,  località nel Comune di Reggello in provincia di Firenze. L'esperimento deriva da analoghe esperienze straniere (Nancy, Monaco, Tharandt) e nel giro di due anni porta all'istituzione del Regio Istituto forestale di Vallombrosa, istituito con Regio Decreto n. 4993 del 1869.

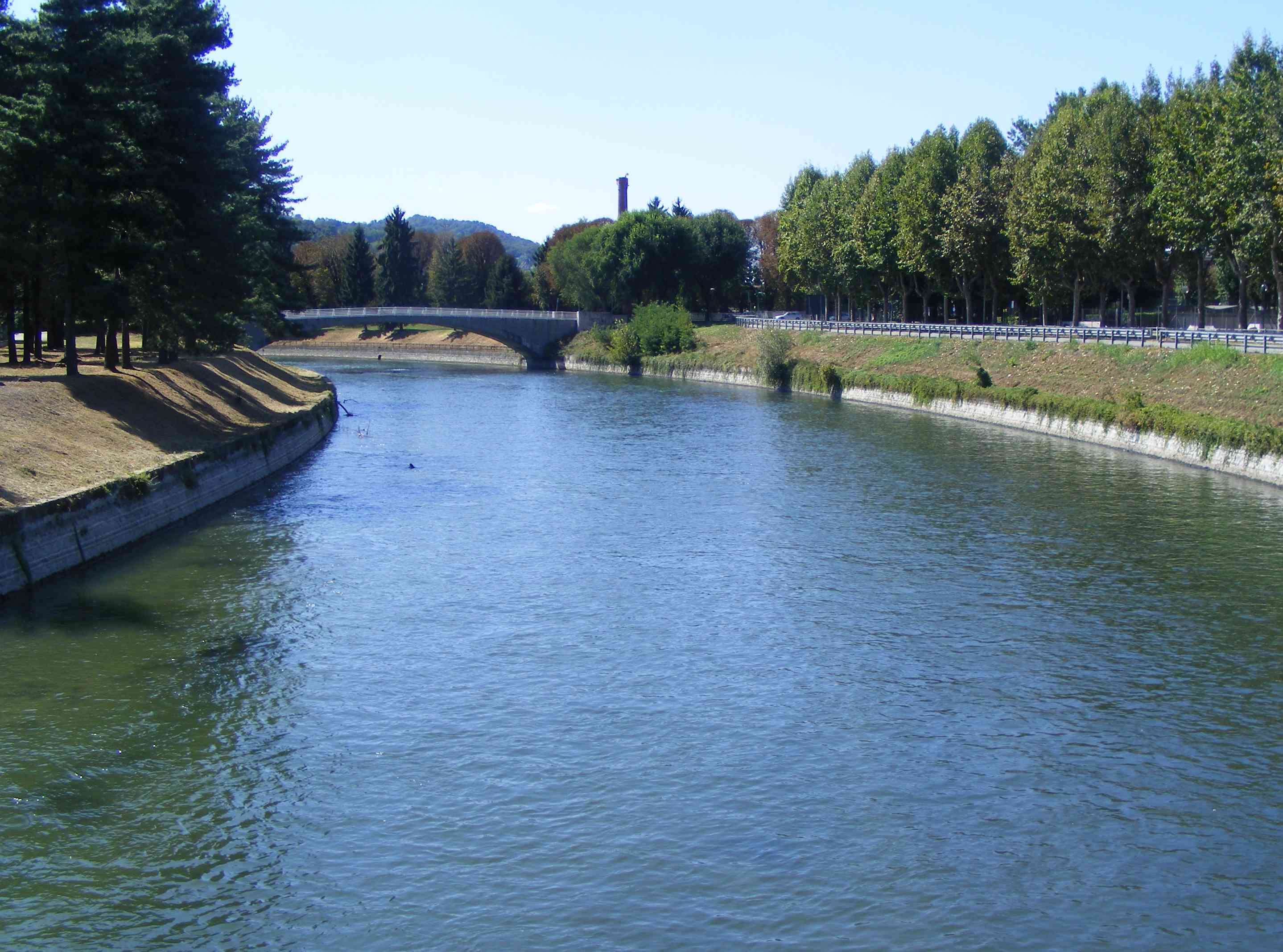
Il Canale Cavour a Chivasso

Alla fine dello stesso anno, causa la mancata promozione a segretario generale del ministero, dà le dimissioni da tutte le cariche mantenendo solo quella di membro del consiglio forestale.
Il 31 dicembre viene nominato Presidente del Consiglio di amministrazione della Società del canale Cavour, erede della Compagnia generale dei Canali di Irrigazione Italiani, fallita a seguito di una gestione economica poco avveduta e forse minata dalla disonestà degli amministratori, specie di quelli inglesi. Caranti ne assume la guida in un periodo particolarmente delicato. La Società è controllata più o meno in pari quota dagli stessi imprenditori inglesi e francesi che hanno trascinato al fallimento la precedente compagnia. La cordata italiana, presieduta dal marchese Gustavo Cavour e garantita dal banchiere Jean De Fernex, si è invece dissolta, ed è stata sostituita dal Banco di Sconto e Sete, controllato dal potentissimo banchiere svizzero Ulrich Geisser. La nuova gestione deve garantire la continuità dell'esercizio privato fino alla scadenza della concessione, prevista nel 1874, ciò che si traduce per Caranti in una lunga trattativa per definire i termini del riscatto da parte del demanio, la cui convenzione viene stipulata il 24 dicembre 1872 e approvata con legge 16 giugno 1874, n. 2000. Al contempo deve gestire la pratica relativa alla progettazione del Canale sussidiario, necessario per fronteggiare i periodi di minore portata dell'alveo principale (uno dei motivi che hanno portato al precedente tracollo finanziario), derivando le acque della Dora Baltea.
Quest'ultimo progetto viene affidato all'ing. Giovambattista Marotti, noto progettista di linee ferroviarie e opere idrauliche e uomo di fiducia di Geisser. Il Caranti entra così in rapporti con due figure di primo piano dell'economia italiana dell'epoca, ciò che gli apre le porte della gestione bancaria, attività che occupa l'ultima parte della sua vita e che prende il via nel 1874, anno in cui deve cessare la gestione privata dei canali e Geisser gli offre un posto nel consiglio di amministrazione del Banco di sconto e sete.
Prima di dedicarsi definitivamente alle banche, tuttavia, Caranti tenta la scalata alla carriera politica. Il 18 giugno 1874 è eletto consigliere comunale di Torino (carica che mantiene fino alla morte), il 15 novembre successivo viene eletto deputato nel collegio elettorale di Cuneo, territorio in cui ha proprietà e interessi provenienti da sua moglie, la nobildonna Luigia Luant Avena, originaria di Pesio, sposata in barba alle sue convinzioni giacobine e rivoluzionarie. Alla camera appoggia il governo di Marco Minghetti ma il sostegno ad alcuni provvedimenti (arresti di Villa Ruffo, exequatur dei vescovi, inasprimento della pubblica sicurezza), gli aliena amicizie ed appoggio elettorale, tanto che alle successive elezioni viene sconfitto sia a Cuneo, sia al collegio di Torino IV.

### Presidente della Banca Tiberina

#### La rifondazione della Banca Italo-Germanica

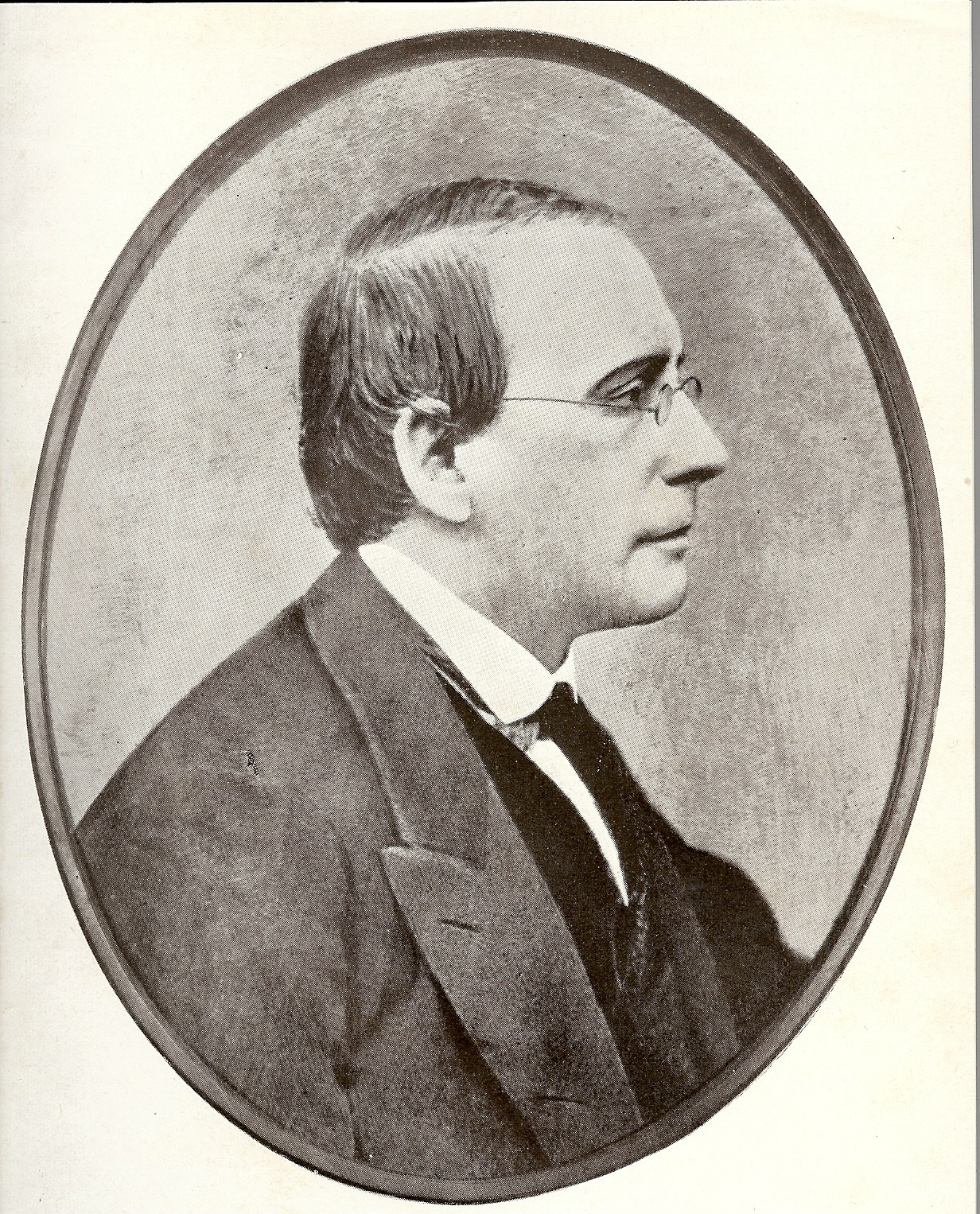
Giovanni Battista Bottero.

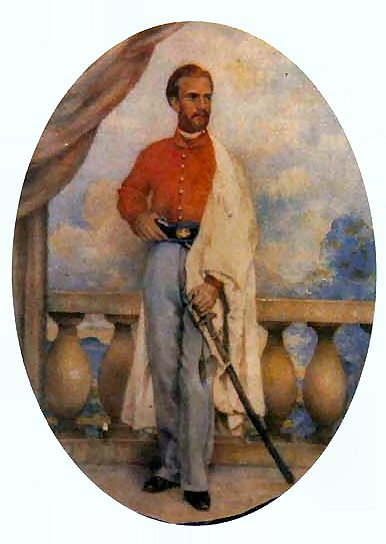
Caranti ritratto nel 1860 con la divisa garibaldina. Del vecchio patriota, combattente per l'unità italiana e pronto a marciare anzitempo su Roma, negli anni '80 dell'Ottocento non rimane più nulla.

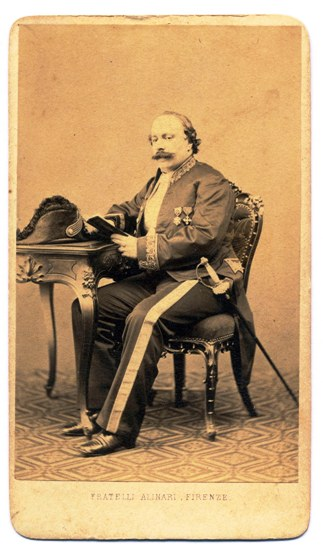
Giovanni Servadio, fondatore della Banca Italo-Germanica

Con l'avvento al governo di Agostino Depretis riprende le pubblicazioni di un quotidiano di orientamento liberale già appartenuto al Cavour, Risorgimento, di cui conserva la direzione per poco più di due anni e che si pone in aperta polemica con la Gazzetta del Popolo di Giovanni Battista Bottero. Dalle colonne del suo giornale Caranti si fa promotore di un programma conservatore, emulando in questo altri patrioti garibaldini (Crispi su tutti), che da anticlericali e repubblicani sono ora reazionari e monarchici. Continuando ad allontanare da sé le vecchie amicizie, evidentemente non più funzionali ai suoi piani, sostiene la necessità di una politica coloniale, la reintroduzione della tassa sul macinato, il corso forzoso delle banconote della Banca Nazionale del Regno d'Italia e si batte contro l'allargamento del suffragio elettorale.
Caranti vuole evidentemente scrollarsi di dosso il passato e dare di sé l'immagine dell'oculato amministratore, prudente ed alieno dalla grande speculazione, che all'atto pratico rimarrà tale. La sua nomina a consigliere di amministrazione della Banca Tiberina e la successiva promozione a Presidente, entrambe volute da Geisser, sono del resto funzionali alla decisione di lanciare l'istituto nella grande speculazione edilizia di Roma, accuratamente preparata con la fondazione della Banca di Torino e la scalata al capitale della Banca Italo-Germanica. Quest'ultima, fondata dal finanziere ebreo Giovanni Servadio, è andata incontro ad una generale decadenza finanziaria dopo la morte del fondatore (1875) e non potendo far fronte ai propri impegni era stata posta in liquidazione fallimentare per evitare perdite di capitale dei creditori. L'interesse di Geisser, che attraverso il banco di Sconto e Sete rileva la procedura con tutti i debiti e crediti in atto, nasce dal ricco portafogli dell'istituto, che comprende azioni ed obbligazioni di società ferroviarie e grandi proprietà terriere ed immobiliari. La conquista del 41,5% del capitale, cui si aggiunge un ulteriore 3,5% suddiviso tra i promotori del riscatto, assicura alla Geisser & C. di Torino il controllo assoluto di un istituto che si è nel tempo specializzato nei finanziamenti immobiliari.

#### La grande rete speculativa
(Biagio Caranti annuncia l'edificazione del Vomero, a Napoli, all'assemblea degli azionisti del 24 marzo 1885)
(Biagio Caranti descrive i nuovi quartieri da edificare sulla via Nomentana, fuori Porta Pia, all'assemblea degli azionisti del 24 marzo 1885)

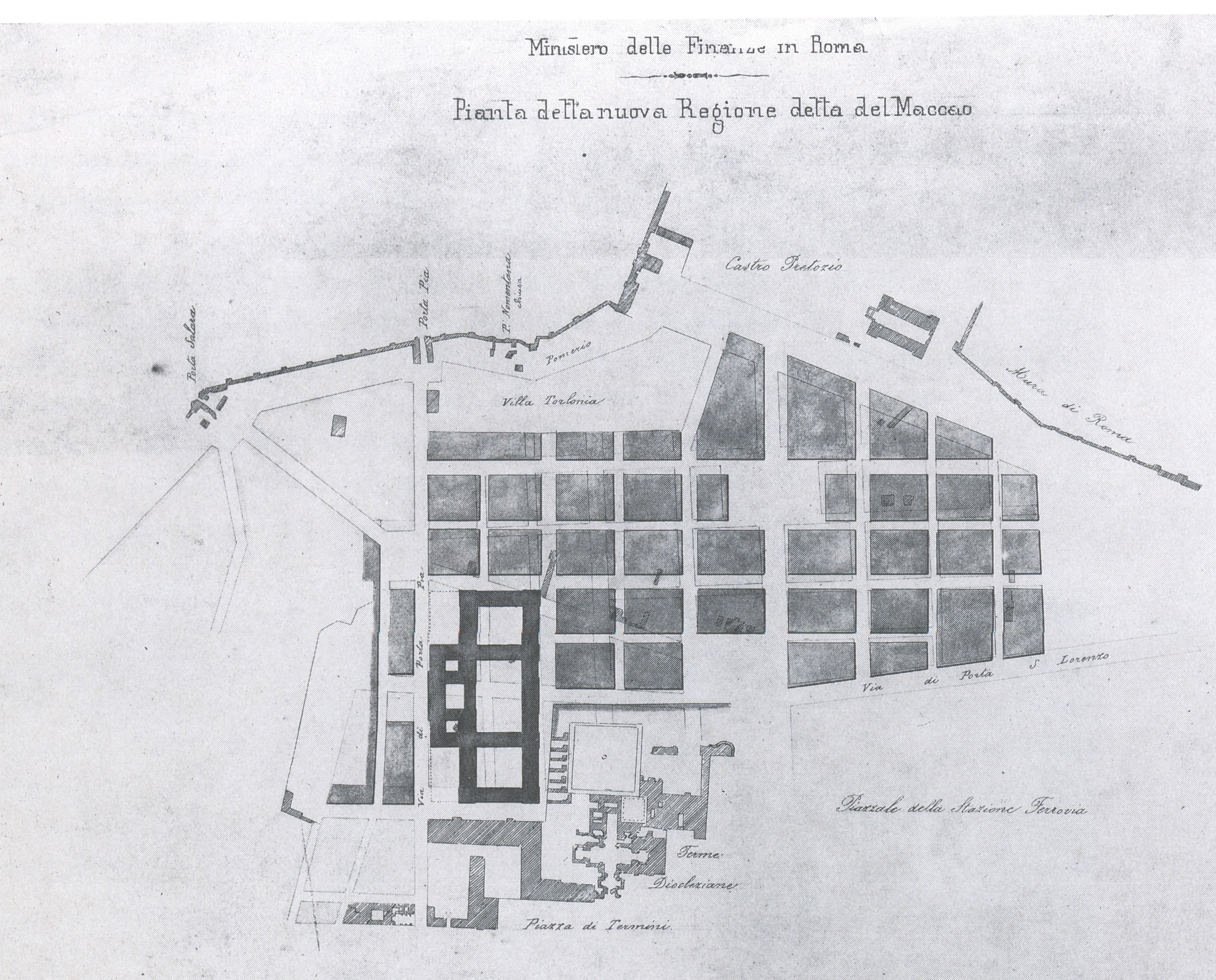
Piano di edificazione della zona Macào. Variante con l'edificio del Ministero delle Finanze in via XX Settembre.

La "nuova" Banca Tiberina, costituita come tale l'8 febbraio 1877 deve quindi far fruttare le proprietà e le potenzialità immobiliari della Italo-Germanica. La nomina di Caranti segue quella del marchese Camillo Beccaria d'Incisa, che contro il parere degli azionisti riteneva invece fondamentale cedere a buon prezzo gli impegni ereditati con la sua acquisizione, alcuni dei quali - come la Società nazionale industrie meccaniche di Napoli - forieri di grande passività. Tra gli impegni assunti ai tempi della gestione Servadio c'è la Società dell'Esquilino, una holding immobiliare controllata al 100% che possiede due vaste aree fabbricabili ai Prati di Castello (m² 104.000) e al Macào (Castro Pretorio, m² 94.172), da edificare entro il 1882 pena una multa di 500 lire per ogni giorno di ritardo. All'assemblea straordinaria degli azionisti del 18 novembre 1879 Caranti, che ha bisogno della massima libertà d'azione, riesce a fare approvare una modifica dello statuto sociale che concede al consiglio di amministrazione la libera facoltà di provvedere alla compra, vendita o permuta di Beni Immobili, nonché dare ipoteca sui medesimi ufficialmente per facilitare lo smobilizzo delle attività e del patrimonio improduttivi, in realtà per poter avviare una forte attività speculativa senza l'obbligo di dover rendere conto all'assemblea di ogni singola azione.
La Banca Tiberina si pone quindi quale terzo incomodo tra la Società Generale Immobiliare (Banco di Roma/Santa Sede) e la Marotti & Frontini (promossa dall'ing. Giovambattista Marotti con l'ing. Luigi Frontini quale attività personale, slegata agli interessi di Geisser e del Banco di Sconto e Sete, legati invece alla Società dell'Esquilino) nel momento in cui il Parlamento stanzia 200 milioni per l'ampliamento di Roma (50 milioni), e il risanamento di Napoli afflitta dal problema del colera.

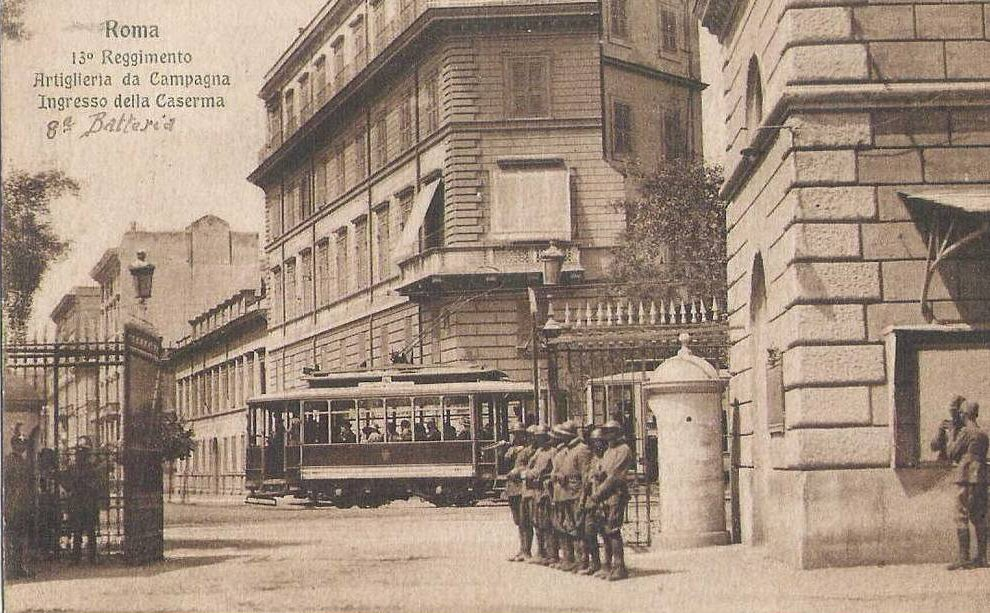
Via San Martino della Battaglia, nel quartiere Macào vista dall'omonima caserma negli anni '10.

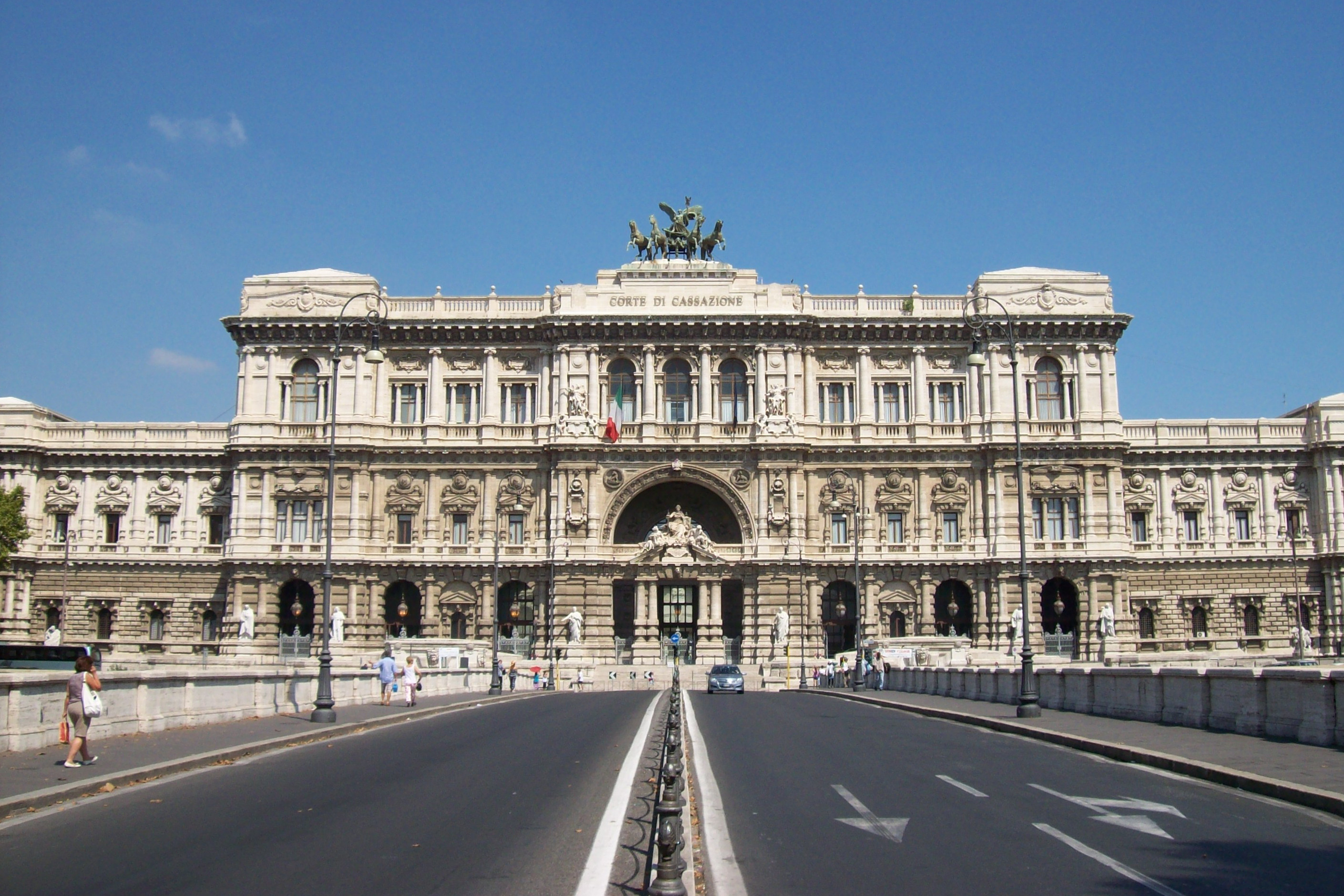
Il palazzo di giustizia di Roma, la cui area è stata venduta dalla Banca Tiberina alla Marotti & Frontini.

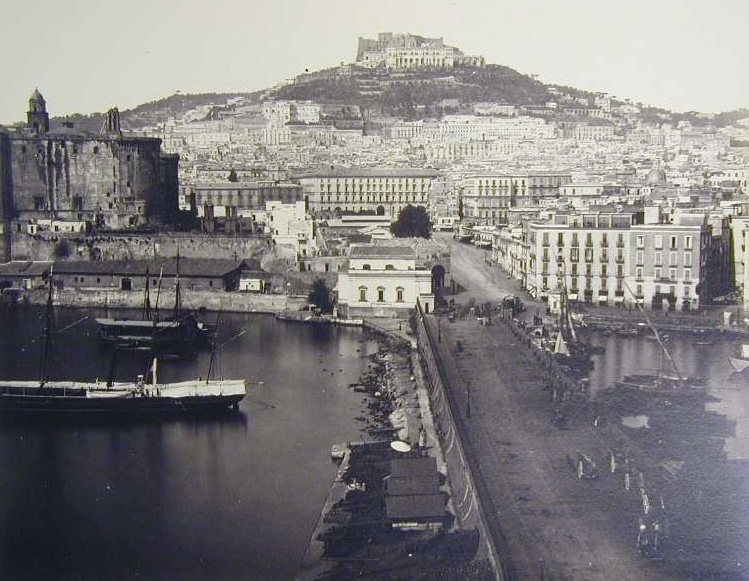
La collina del Vomero in una foto ottocentesca

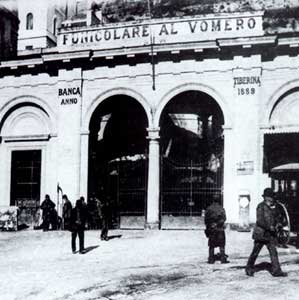
Il nome della Banca Tiberina sulla stazione inferiore della Funicolare al Vomero

Caranti adotta una strategia che da una parte deve gettare fumo negli occhi degli azionisti (alienazione di 1.131,25 m² di terreni nel 1878, 8.816 m² nel 1879), mentre dall'altra fa incetta di vaste aree fabbricabili più o meno individuate e destinate dai piani regolatori, da rivendere a prezzo speculativo ai costruttori assieme a quelle ereditate dalla Italo-Germanica.  Il ricavato delle vendite e l'aumento del capitale sociale della Tiberina da 10 a 15 milioni in 20.000 nuove azioni, tuttavia, non coprono il fabbisogno di fondi necessario agli acquisti e alla gestione del patrimonio, ciò che comporta l'apertura di due distinte linee di credito col Banco di Sconto e Sete e con la Banca Nazionale del Regno d'Italia.

#### Verso la crisi immobiliare
I primi risultati danno comunque ragione alla strategia speculativa del Presidente. Nel periodo 1882-1884 la Tiberina vede anzitutto salire alle stelle il valore dei terreni ai Prati di Castello, dove il piano regolatore del 1883 posiziona il nuovo palazzo di giustizia di Roma (la cui area è venduta alla Marotti & Frontini) e le caserme lungo l'attuale viale delle Milizie. Altro grande affare, condotto col Banco di Napoli, è l'acquisto di 63.567,76 m² di terreno sulla collina napoletana del Vomero, dove si costruisce un nuovo quartiere basato sulle teorie urbanistiche del Barone Haussmann, già seguite a Roma per l'Esquilino e per il costruendo quartiere industriale di Testaccio. Con il quartiere sono previste anche le prime due funicolari di Montesanto e di Chiaia, attivate rispettivamente nel 1889 e 1891, costruite attraverso la Società Ferrovie del Vomero, controllata dalla sede centrale con la partecipazione di capitali napoletani. Nonostante le prime avvisaglie della crisi immobiliare si siano manifestate già nel 1885 Caranti riesce a convincere gli azionisti che la situazione finanziaria del gruppo è solida, che le edificazioni effettuate e in corso sono solo la minima parte del programma e che ulteriori investimenti in corso a Torino (acquisto e gestione della Torino-Rivoli per valorizzare le aree adiacenti di sua proprietà), avrebbero sanato i debiti.

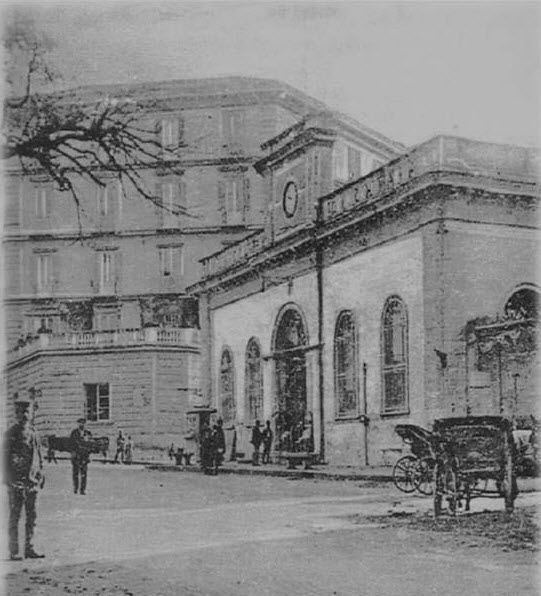
Stazione superiore della funicolare di Chiaia

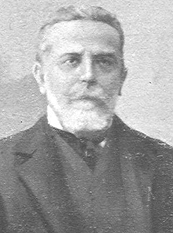
Girolamo Giusso, direttore generale del Banco di Napoli

Nella realtà le cose si stanno mettendo male, e non solo per la Banca Tiberina. Il sistema bancario nel suo complesso ha erogato centinaia di milioni di lire per finanziamenti al lungo e lunghissimo termine, in particolare nella grande industria e nelle ferrovie, ed è corto di liquidità sia per le operazioni correnti che per l'erogazione del credito ai clienti. Lo stesso Caranti ne è consapevole e nel 1886 effettua un secondo aumento del capitale sociale, raddoppiandolo a 40 milioni di lire in 60.000 nuove azioni allo scopo di disporre di una riserva di denaro fresco, da destinare principalmente alla gestione del credito fondiario.. Tale gestione non entra però in funzione per l'avvio della crisi, e nel destino avverso dell'istituto pesa anche il rifiuto della Banca Nazionale di erogare mutui ai costruttori indicati dallo stesso, che si impegna a garantirli con una copertura totale di 10 milioni, e il defilamento del Banco di Napoli dagli investimenti partenopei.

#### Il fallimento

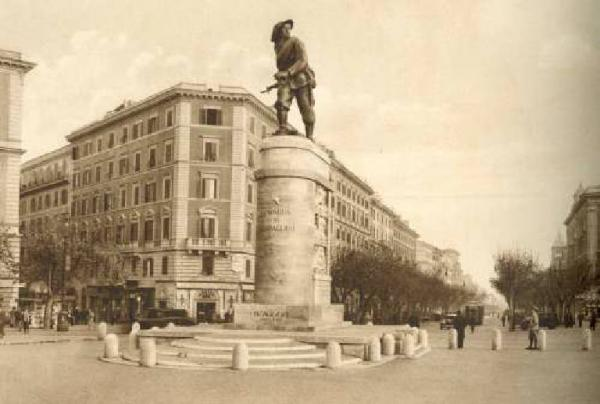
Gli edifici costruiti dalla Banca Tiberina all'inizio di via Nomentana, a Roma.

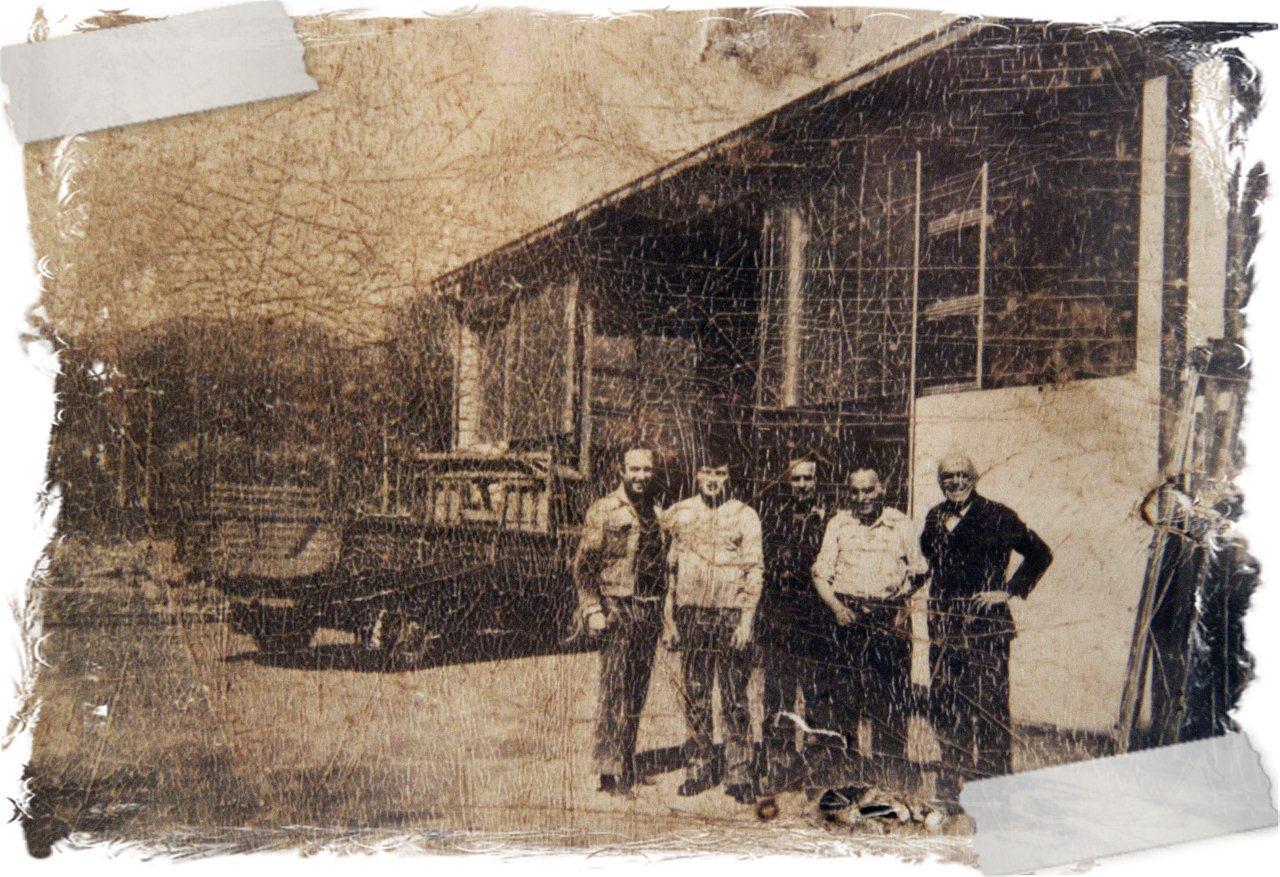
Uno stabilimento della Società Metallurgica Italiana

Nel frattempo la speculazione sulle aree fabbricabili ha raggiunto livelli esplosivi. Le vendite di aree fabbricabili si dimezzano dai 436.267,29 m² del 1885 a 218.764,67 m² del 1887. Il calo è in parte compensato dall'aumento vertiginoso dei prezzi ma al contempo sono fortemente aumentati i crediti concessi ai costruttori (da 3.500.269,74 lire del 1884 a 6.025.084 lire del 1885 fino ai 14.157.779 del 1886). Sono decine di milioni di lire teoricamente immobilizzati al medio periodo (i due-tre anni necessari alle costruzioni), che la banca rischia di non poter più recuperare. A beneficio della situazione interna interviene la decisione dello Stato di riscattare la Società nazionale industrie meccaniche di Napoli e l'accordo a tre Banca Tiberina-Geisser & C.-Banco di Sconto e Sete per la fondazione della Società metallurgica italiana (attuale Km Europa Metal, promossa del gruppo francese H. Mayer-La Veissière-Biver), ma ciò non vale a risolvere i problemi, che sono di natura strutturale.
Nel 1888, infatti, Caranti vanta un utile di bilancio di 3.112.610,53 lire e la distribuzione di un dividendo di 24 lire per azione, in ribasso rispetto agli anni precedenti, ma le stesse azioni subiscono in borsa un calo da 720 a 374 lire. La banca vanta circa 52 milioni di lire in crediti ipotecari e poco più di 19 in immobili di proprietà, ma entrambi sono solo cifre su un pezzo di carta. Il tentativo di mantenere la fiducia di azionisti e clienti fallisce miseramente, ed anzi inizia una corsa al ritiro dei depositi da parte dei cittadini, il cui ammontare scende da oltre 4 milioni a 1.100.000 lire. La contemporanea crisi del Banco di Sconto e Sete (che riflette quella dell'impero economico di Geisser), da un colpo decisivo alla situazione già esplosiva della Tiberina, che vede andare in fumo altri 19 milioni di lire dovuti dall'istituto torinese. Il Caranti, ormai pressato da una situazione insostenibile, tenta nuovamente di riconquistare la fiducia perduta pubblicando sul quotidiano l'Opinione (edizione del 24 luglio 1889), l'annuncio che "un gruppo di poderosi capitalisti di Londra sarebbe stato disposto a dare un sussidio di 20 milioni, elevabili a 60 in caso di bisogno, alla Tiberina, la quale sarebbe divenuta una Banca italo-inglese con facoltà di occuparsi specialmente di costruzioni ferroviarie" ma la comunicazione, resoconto di una richiesta di aiuto inoltrata alla Banca Nazionale del Regno d'Italia, viene vanificata dal suicidio del comm. Corrado Noli, vicepresidente del Banco di Sconto e Sete e consigliere d'amministrazione della Tiberina.

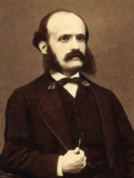
Giacomo Grillo, presidente della Banca Nazionale del Regno d'Italia

Senza più spazi di manovra, mentre costruttori e imprenditori finanziati dichiarano fallimento uno dietro l'altro, Caranti si rivolge a Giovanni Giolitti, al momento ministro del tesoro, perché interceda con Crispi per un intervento di salvataggio da parte della Banca Nazionale, che dopo ripetute iniezioni di liquidità aveva cessato ogni aiuto. Il piano di salvataggio viene inoltrato al suo Presidente, Giacomo Grillo, e a Girolamo Giusso e prevede un intervento di 16 milioni di lire ripartito in pari quota tra le due banche. Il disaccordo di Giusso e i temporeggiamenti di Grillo dilungano la pratica al punto che la Tiberina è costretta a chiudere gli sportelli (24 agosto), seguita due giorni dopo dal Banco di Sconto e Sete. Solo grazie ad un intervento diretto di Giolitti viene alfine erogato un intervento di 44,6 milioni (40 dei quali della Banca Nazionale), dei quali 14 già erogati in precedenza, diciotto per saldare i debiti del Banco di Sconto e Sete e tre per onorare i mutui contratti dai costruttori.
I nove rimanenti, destinati ai cantieri in corso, servono solo a prolungare l'agonia della Tiberina, che ha garantito il prestito con un'ipoteca sull'intero patrimonio e non può più onorare nemmeno gli interessi sui prestiti. L'esercizio del 1889 si chiude con una perdita di 3.984.877,06 lire, un colpo dal quale la Tiberina non si riprende. Coi depositi che scendono a meno di 400.000 lire e il mercato edilizio e immobiliare sempre più in crisi Caranti dà il colpo di grazia all'istituto contrattando un ulteriore prestito di 3.715.044,43 lire, negoziato nel 1890 dopo un'ulteriore perdita di 3.715.044,43 lire. Stava per giustificare questa ennesima azione con gli azionisti quando viene a mancare il 27 marzo 1891.
La Banca Tiberina viene messa in liquidazione tre giorni dopo.

## Opere
- 1858 – Catechismo politico pei contadini Piemontesi
- 1861 – Catechismo politico ad uso del popolo dell'Italia meridionale
- 1862 – La nuova Roma
- 1864 – Alcune notizie sul plebiscito delle Provincie Napoletane
- 1865 – Relazione sullo stato dei lavori dell'Istmo di Suez al Congresso Internazionale di Suez
- 1867 – Alcune notizie biografiche sul Dottor David Livingstone
- 1869 – Poche notizie sulla Certosa di Pesio
- 1880 – La politica estera in Italia
- 1900 – postumo  “La Certosa di Pesio – Storia illustrata e documentata”.